# 에어 인디아 리저널
에어 인디아 리저널(영어: Air India Regional)은 인도의 지역 항공사로 총 27개 노선을 취항하고 있다. 본사는 인도 델리에 위치해 있으며 1996년에 설립했다. 또한 사용하고 있는 허브 공항으로 인디라 간디 국제공항이 있다.

## 역사
1996년 4월 1일에 설립 했으며 같은 해 6월 21일에 운항을 시작했다. 인디안 항공의 자회사에 속했으나 인디안 항공이 에어 인디아와 합병되면서 현재의 사명으로 변경했다. 과거에 보잉 737-200/Adv 기종으로 운항했으나 기종이 노후화 되면서 화물기로 전환되어 현재는 에어 인디아 카고에서 운항하고 있다.

## 보유 기종
- 2012년 4월 기준으로 에어 인디아 리저널은 다음과 같은 기종을 보유하고 있으며 평균 기령은 19.1년이다.[1]

## 같이 보기
- 에어 인디아
- 에어 인디아 익스프레스
- 에어 인디아 카고
- 인디안 항공